# Royaume Tio
Pour les articles homonymes, voir Tio et Batéké.
XVIIe siècle – 1892
Entités suivantes :
- Congo français
- État indépendant du Congo

Le royaume Tio (ou Tyo), royaume Batéké, royaume Anzico ou encore royaume (du/de) Makoko,,,, est un royaume pré-colonial d'Afrique centrale. Son territoire s'étendait sur l'est de l'actuel Gabon, l'ouest de l'actuelle république du Congo, sur la rive gauche du fleuve Congo : actuellement Kinshasa et l'ouest du Mai-Ndombe en République démocratique du Congo.
Fondé au XVIIe siècle, il dure jusqu'à la fin du XIXe siècle, lorsque les Français placent le territoire « sous leur protection ». La lignée des Makoko (« roi ») se perpétue jusqu'à nos jours.

## Étymologie
Le mot « Anzico » viendrait de la phrase anziku nziku qui, en langue kikongo, signifie « courir » et désignait les habitants au-delà du nord du royaume de Kongo, particulièrement les Batéké appelés aussi Tio ; cette appellation concernait aussi les Punu et d'autres encore. Le royaume (du/de) Makoko, quant à lui, fait allusion à l'appellation du souverain, nommé Makoko.

## Histoire
Au début du XVIIe siècle, les Téké contrôlent les mines de cuivre et de fer aux environs de la frontière nord-est du royaume de Kongo, et jouent probablement un rôle d'intermédiaire entre les Bakongo et leurs voisins,. Lorsque les divers groupes Téké se coalisent, sans doute aux alentours du XVe siècle ou du XVIe siècle, pour former un royaume indépendant,, le Kongo s'attache à reprendre le contrôle des mines. Le processus politique fut achevé vers les années 1620. Il y eut des combats entre les deux royaumes durant tout le XVIIe siècle. Après l'arrivée des Portugais, le royaume s'engage dans la traite esclavagiste au XVIe siècle.

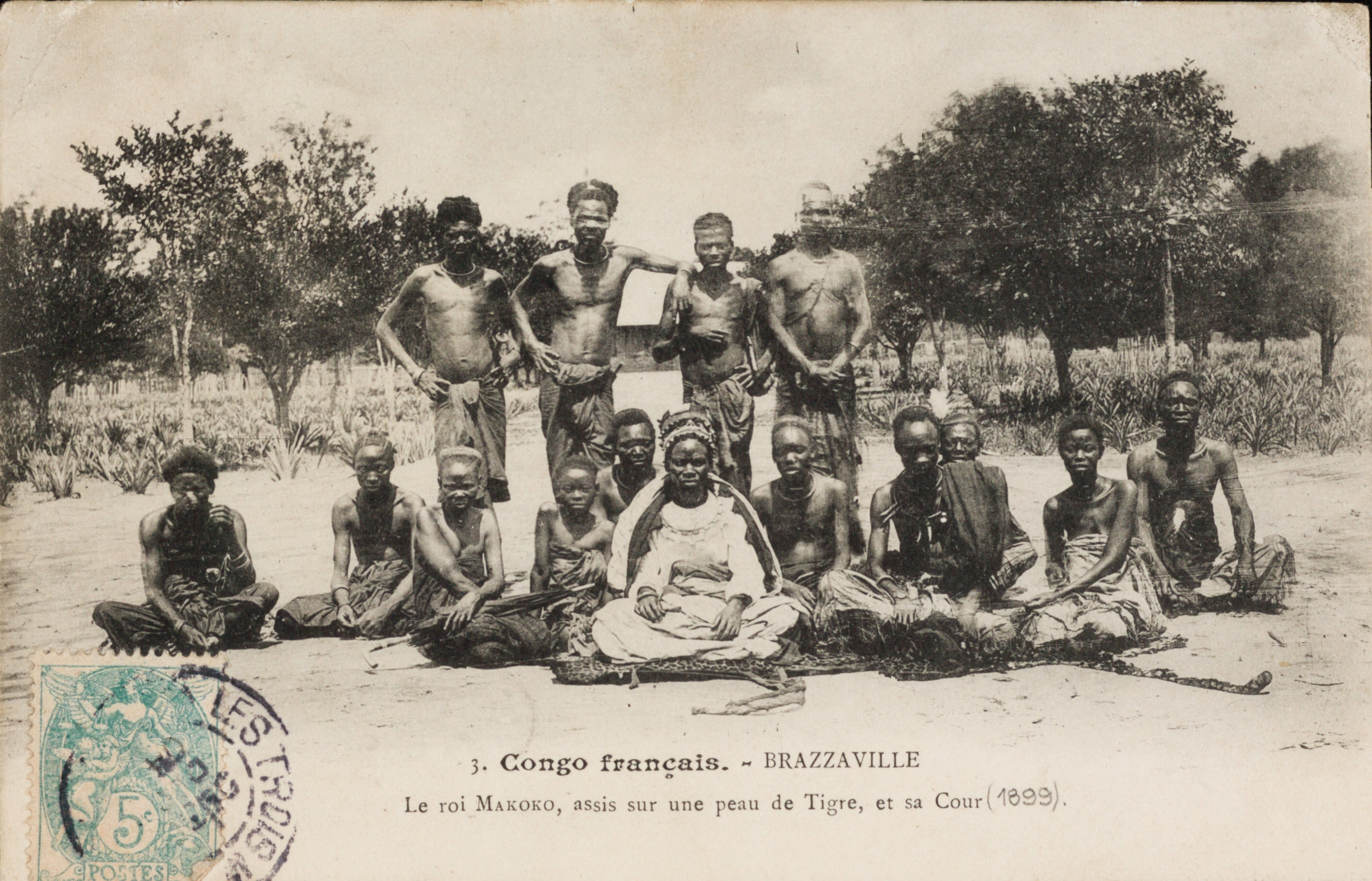
Le Makoko de Mbé et sa cour vers 1907.

Le royaume perdure jusqu'au xixe siècle, en partie grâce à son relatif isolement, loin des pouvoirs côtiers et des influences européennes. Mais après les Portugais, d'autres Européens s'intéressent à la zone ; en 1880, Pierre Savorgnan de Brazza, en mission non officielle pour le compte de la France, est en compétition avec Henry Morton Stanley, en mission pour le compte du roi de Belgique Léopold II, chacun œuvrant pour le développement colonial de son commanditaire (via l'Association internationale africaine pour la Belgique) ; Brazza signe en 1880 le traité de Makoko avec Illoy Ier, qui place son royaume sous la suzeraineté de la France ; les Français installent un poste qui deviendra Brazzaville. 
Un an plus tard, Ngaliema Insi, « ancien esclave enrichi », chef du village Kintambo sur la rive gauche du Congo, qui « représente l'autorité 
du Makoko de Mbé auprès des chefs Bateke du Pool », signe avec Stanley un traité d'amitié. Dans le même temps, en 1884, le Portugal et le Royaume-Uni signent un traité visant à empêcher l’accès à la mer pour l'Association internationale africaine. Ce sont les débuts de la colonisation. Ce traité Makoko est une des causes de la convocation de la conférence de Berlin, en 1884-85, visant, entre autres, au partage du Congo entre les puissances européennes.

## Géographie
Le royaume était centré sur le fleuve Congo, autour du lac Pool Malebo. Il contrôlait les terres au nord de celles de ses voisins, le royaume de Loango et celui du Kongo. Les Téké vivaient sur les plateaux de la région depuis fort longtemps, sans doute le VIIe siècle. Vers 1600, ils contrôlaient le cours inférieur du fleuve Congo et, au nord-ouest, le bassin de la rivière Kouilou-Niari.

## Économie
Le royaume manufacturait et commercait des tissus végétaux (raphia), de la poterie, du cuivre, de la céramique, de l'ivoire, du tabac, des arachides, des bovins, des chèvres, de l'igname, des tapis, des filets,… Le contrôle des mines, de cuivre particulièrement, fut le sujet de plusieurs conflits avec son voisin du Kongo.[réf. nécessaire]

## Culture et organisation sociale

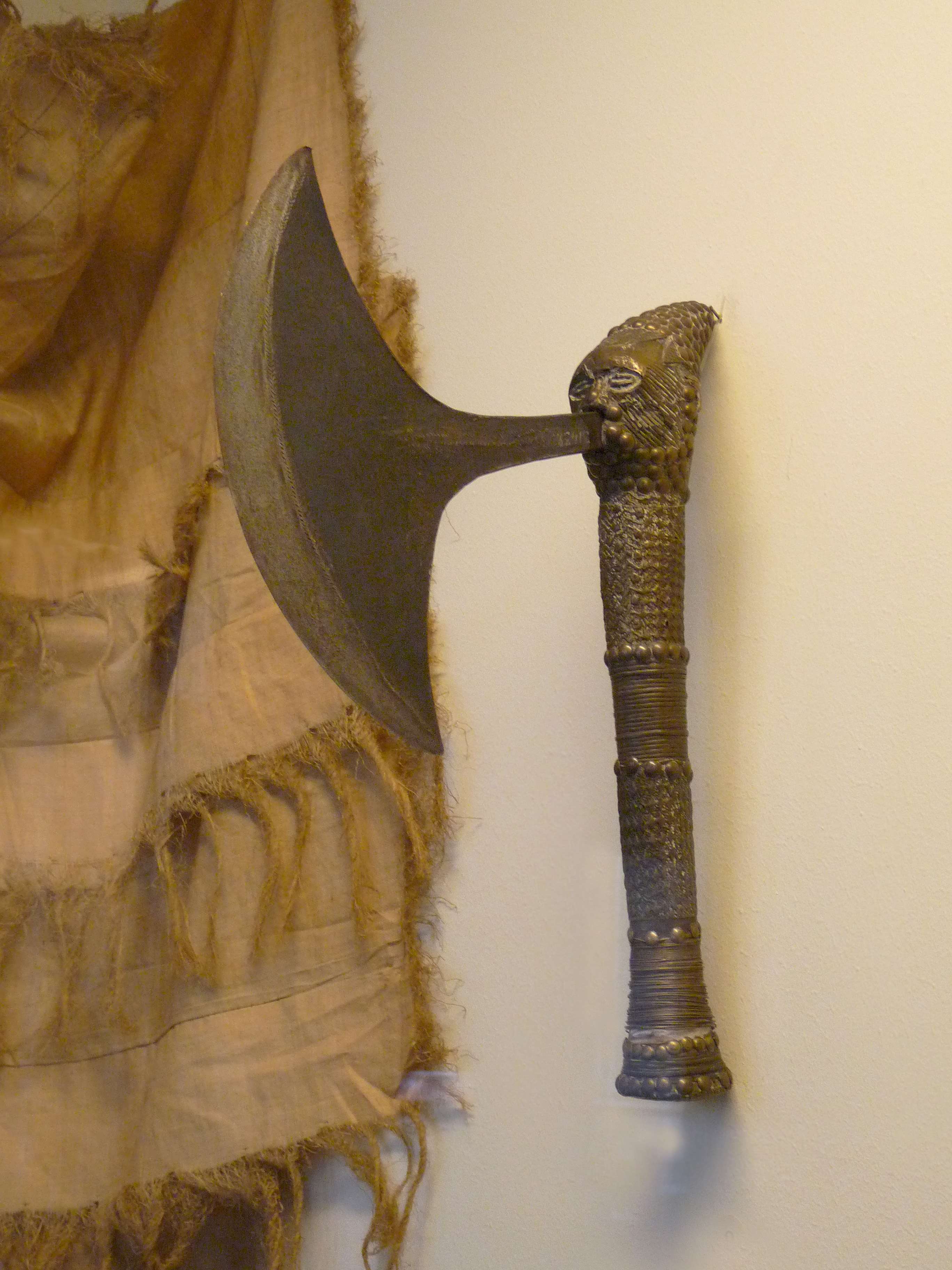
Hache de prestige Téké.
AfricaMuseum en 2012

On sait peu de choses sur le fonctionnement du royaume. Il était gouverné par un roi, appelé Makoko, d'où le nom donné à son royaume. Selon l'un de ses rares visiteurs, le makoko gouvernait douze vassaux, mais il s'agissait sans doute plus d'un pouvoir spirituel que séculier. La capitale était appelée Monsol par Pigafetta, mais elle est identifiée avec la cité de Mbé,, laquelle changea d'emplacement au gré de l'histoire.
Le royaume était structuré autour d'une idéologie, le Nkwembali, selon laquelle le monde est habité par des esprits, « les Nkira, esprits de la nature et les Ikwi, esprits des ancêtres
défunts » ; le rôle du Makoko (« roi ») est de protéger le Nkwembali ; il s'appuie sur les Ngantsii, chefs de clan et de terre. Le pouvoir est matérialisé par la possession des nkobi, des boîtes en bois, objets symboliques du pouvoir,,,.
Les Anzico ont sans doute été un groupe militaire protégeant la frontière des Bakongo. Ils étaient réputés excellents guerriers et courageux. Ils étaient spécialisés dans le tir à l'arc et usaient de flèches empoisonnées. En combat rapproché, ils utilisaient des haches de guerre et des boucliers,.
Les Anzico furent parfois décrits, certainement à tort,, comme cannibales par certains auteurs européens,, : « les Européens s'imaginaient qu'on trouvait dans les villages de cannibales des boucheries où se dépeçait et se vendait de la chair humaine ». Howard Phillips Lovecraft y fait une allusion explicite dans sa nouvelle The Picture in the House,.
Les Batékés/Anzico pratiquaient la scarification faciale. Ils étaient également connus pour leur art élaboré du vêtement et de la coiffure, notamment celui des tresses ornementales. Les roturiers des deux sexes étaient généralement nus jusqu'à la ceinture, mais les riches étaient vêtus « de la tête aux pieds » selon les comptes rendus européens. Les nobles portaient des robes de soie importées de la côte.

## Repères chronologiques
Chronologie simplifiée.
Xe millénaire av. J.-C.
occupation des plateaux et collines batéké par des chasseurs-cueilleurs.
Ve siècle av. J.-C.
apparition de la céramique et de la culture du palmier ; débuts de la sédentarisation.
Ier siècle
apparition et généralisation du travail du métal.
XIe – XIIe siècles
expansion du travail du fer, apparition de nouvelles formes de céramique, implantation téké.
1491
les Portugais envahissent le royaume de Kongo ; son roi christianisé part en guerre contre les Anziques.
1529
les Téké sont impliqués dans la traite esclavagiste.
1566-1567
les Téké attaquent le royaume de Kongo.
1579-1583
séjour du Portugais Duarte Lopes qui communique de précieux renseignements sur les mines de cuivre du royaume.
Vers 1630
intensification de la traite esclavagiste, développement du port de Loango.
Vers 1730-1760
apparition de nouvelles aristocraties ; certains tirent leur légitimité de la possession de nkobi.
1877
Stanley descend le fleuve Congo et accoste à Malébo (qui deviendra Stanley Pool, aujourd'hui Pool Malebo).
1880
Pierre Savorgnan de Brazza signe avec Illoy Ier un traité qui place ses terres sous la « protection » de la France.
1960
indépendance ; la lignée des rois descendants du Makoko existe encore au XXIe siècle.

### Traduction
- (en) Cet article est partiellement ou en totalité issu de l’article de Wikipédia en anglais intitulé « Anziku Kingdom » (voir la liste des auteurs).